# Доктор Дре
Андре Ромелл Янг (англ. Andre Romell Young; род. 18 февраля 1965, Комптон, Калифорния), более известный под сценическим именем Доктор Дре (англ. Dr. Dre) — американский рэпер и продюсер, один из наиболее успешных битмейкеров в рэп-музыке. Считается важнейшей фигурой в популяризации и одним из отцов-основателей стиля джи-фанк — одного из стилей хип-хопа Западного побережья, который появился в начале 1990-х в Лос-Анджелесе.
Помимо сольного творчества, Доктор Дре продюсировал альбомы многочисленных рэперов, среди которых были Snoop Dogg, Эминем, 50 Cent, Xzibit, 2Pac, The Game и Busta Rhymes, многие альбомы которых стали мультиплатиновыми.
Доктор Дре начинал музыкальную карьеру в качестве участника группы World Class Wreckin’ Cru. Широкую известность приобрёл на рубеже 1980-х и 1990-х в качестве участника рэп-группы N.W.A, стоявшей у истоков гангста-рэпа. После распада N.W.A он начал сольную карьеру. В 1992 году выпустил свой первый альбом, получивший название The Chronic. Он стал бестселлером и принёс автору премию «Грэмми» за сингл «Let Me Ride». В 1996 году Доктор Дре покинул Death Row Records и учредил собственный лейбл Aftermath Entertainment. За второй альбом 2001, вышедший в 1999 году, он получил «Грэмми» как «Лучший продюсер года».
В течение 2000-х годов Доктор Дре занимался, в основном, продюсированием других исполнителей, иногда записывая дуэты с ними. В 2001 и 2004 годах назывался журналом Rolling Stone среди самых высокооплачиваемых представителей шоу-бизнеса. Помимо музыкальной карьеры, Дре снялся в трёх фильмах: «Вызов», «Мойка» и «Тренировочный день».

## Молодость
Андре Ромелл Янг, первый ребёнок Верны и Теодора Янг, родился 18 февраля 1965 года, когда Верне было всего лишь 16 лет, и они ещё не были женаты. Своё второе имя — Ромелл — Дре получил благодаря отцу, который любил группу The Romells. В 1968 году Верна развелась с Теодором Янгом и позже вышла замуж за Кертиса Крэйона.
В 1976 году Янг начал посещать школу «Vanguard Junior High School», но из-за активности преступных банд в окрестностях школы её пришлось сменить на «Roosevelt Junior High School». Мать Дре позже вышла замуж за Уоррена Гриффина, которого она встретила на своей новой работе в Лонг-Бич. Впоследствии у Уоррена и Верны родилось несколько детей. Таким образом, у Дре появилось три единоутробных сестры и единоутробный брат, который впоследствии тоже стал популярным рэпером, известным под именем Warren G.
На протяжении всего 1979 года Дре учился в комптонской школе «Centennial High School». Вскоре из-за плохих оценок он был переведён в «Fremont High School». После неудачной попытки устроиться на работу в авиакомпанию Андре провёл остаток своих школьных лет, работая диск-жокеем на вечеринках. 15 декабря 1981 года у 16-летнего Дре и Лизы Джонсон родился сын, названный Кёртисом. Кёртис воспитывался матерью и не видел отца на протяжении двадцати лет.

## Музыкальная карьера

### World Class Wreckin' Cru (1984—1985)
Вдохновлённый песнями Grandmaster Flash и «The Adventures of Grandmaster Flash on the Wheels of Steel», Андре начинает посещать клуб «Eve After Dark», где наблюдает множество выступлений диджеев и рэперов. Впоследствии он стал диджеем в клубе под именем Dr. J, образованном от прозвища Джулиуса Эрвинга (Julius Erving), его любимого баскетболиста. В этом же клубе он знакомится со своим единомышленником Antoine Carraby, который позже станет членом N.W.A. Вскоре он меняет своё прозвище на Доктор Дре — смесь предыдущего псевдонима Dr. J и его первого имени, — имея в виду себя как «Master of Mixology».

### N.W.A и Ruthless Records (1986—1991)

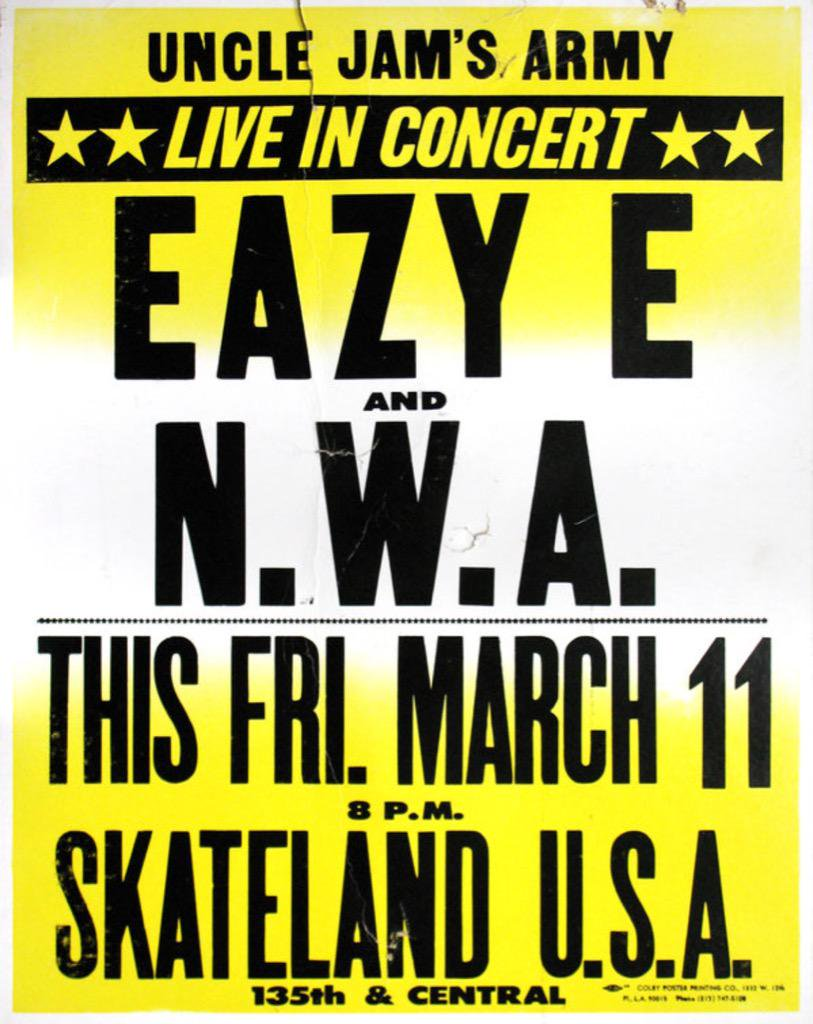
Постер первого концерта N.W.A в Комптоне, 1988 год

Обложка альбома Straight Outta Compton

В 1986 Доктор Дре встретил рэпера Ice Cube, с которым записал несколько песен для рэп-лейбла Ruthless Records, принадлежавшего Eazy-E. Позже Доктор Дре, Ice Cube, Eazy-E, Arabian Prince, MC Ren и DJ Yella объединились в группу, которой дали название «Niggas With Attitudes» (с англ. — «Ниггеры С Мнением»), или, сокращённо, N.W.A. Группа работала в новом тогда жанре «гангстерского рэпа», записывая агрессивную музыку, дополненную нецензурными текстами о насилии, бедности, сексе, наркотиках и противостоянии с полицией. Их песни сильно отличались от творчества предшественников, и N.W.A быстро прославились, став первыми настоящими звёздами гангста-рэпа. Их первый полноформатный альбом Straight Outta Compton, и в особенности вошедшая в него песня «Fuck tha Police», стал весьма популярен, несмотря на полное отсутствие продвижения в виде эфиров на радио или телевидении.

### The Chronicи Death Row Records (1992—1995)

Обложка альбома The Chronic

После конфликта с Eazy-E из-за финансовых разногласий Доктор Дре, как и Ice Cube, покинул группу на пике её популярности и по совету друга стал сотрудничать с Шугом Найтом — известным гангстером, бизнесменом и владельцем лейбла Death Row Records. В 1991 году Дре выпускает свой первый сингл. Это был дуэт со Snoop Dogg’ом, вошедший в саундтрек фильма «Под прикрытием». Дебютный сольный альбом Дре The Chronic был выпущен на студии Death Row Records в следующем году. На этом альбоме Дре создал новый стиль рэп-музыки, с точки зрения как инструментальной, так и текстовой составляющих.
Благодаря синглам «Nuthin' but a 'G' Thang», «Let Me Ride» и «Fuck wit Dre Day», в записи которых принял участие Snoop Dogg, альбом стал феноменом для хип-хопа своего времени, а новый стиль G-funk доминировал в рэп-музыке на протяжении всех 1990-х.
Помимо работы над собственными альбомом, Дре продюсирует дебютный альбом Снуп Догга Doggystyle, который сразу же попал на первую строку чарта Billboard. В 1994 году Дре также спродюсировал саундтреки к фильмам Above the Rim и Murder Was the Case.
В 1995 году, как только Death Row заключили контракт с Тупаком, Дре покинул лейбл, аргументируя своё решение тем, что Шуг Найт стал коррумпированным, нечестным и неконтролируемым. После этого Дре организовал свой собственный лейбл Aftermath Entertainment, ставший дочерней организацией по отношению к Interscope Records.

### Aftermath Entertainment (1996—1998)
26 ноября 1996 года Янг выпустил следующую пластинку — Dr. Dre Presents the Aftermath, который стал первым альбомом, записанным на Aftermath. Несмотря на то, что RIAA удостоил альбому статус «Платина», среди поклонников он не пользовался популярностью. В октябре 1996 года Дре представил «Been There, Done That» на Saturday Night Live. Aftermath Entertainment стоял перед судебным процессом нарушения торгового бренда Aftermath, так как тогда уже существовала группа с таким же названием. В 1996 году также выходит сборка треков First Round Knock Out, где были собраны все неизданные записи Дре, начиная с World Class Wreckin’ Cru и заканчивая записями Death Row.
Поворотным моментом для Aftermath стал 1998. Тогда Jimmy Iovine, глава Interscope, посоветовал Дре подписать Эминема — рэпера из Детройта. Янг также спродюсировал дебютный альбом Эминема The Slim Shady LP, вышедший в 1999 году.

### 2001(1999—2000)

Обложка альбома 2001

Второй сольный альбом, презентация которого состоялась 16 ноября 1999 года, ознаменовал собой возвращение Дре к корням гангста-рэпа. Первоначально он был назван The Chronic 2000, но через некоторое время название пришлось поменять на 2001, потому что в мае 1999 года Death Row выпустил сборник Chronic 2000: Still Smokin. В числе других рабочих заголовков были The Chronic 2001 и Dr. Dre.
В работе над дисками приняли участие многие приглашённые рэперы: Devin the Dude, Hittman, Snoop Dogg, Xzibit, Nate Dogg и Эминем. Альбом имел большой успех, поднялся до второй строчки в чартах Billboard 200 и в конечном итоге стал шесть раз платиновым. Главной задачей альбома было подтвердить, что Дре «всё ещё решает на улицах» несмотря на то, что не давал о себе знать около 5 лет. Альбом включал в себя такие супер-хиты, как «Still D.R.E.» и «Forgot About Dre», впервые исполненные в программе Saturday Night Live 23 октября 1999 года.
В 2000 году Дре получил Грэмми в номинации Лучший продюсер года, после чего присоединился к туру Up in Smoke Tour, в котором также принимали участие Eminem, Snoop Dogg и Ice Cube.
Успех альбома 2001 совпал для Дре с участием сразу в нескольких судебных процессах. Иск Lucasfilm Ltd., кинокомпании-производителя «Звёздных войн», был связан с использованием им торговой марки «Deep Note». Группа The Fatback Band подала на Дре в суд за нарушение авторских прав; речь шла о фрагменте их песни «Backstrokin'», использованном в треке «Let’s Get High» из альбома 2001. Дре пришлось выплатить группе компенсацию в размере $1,5 млн.

### Detox(2001—2007)

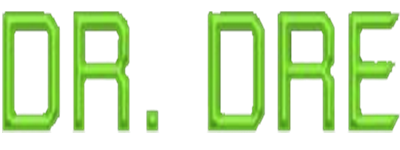
Лого Доктора Дре в 2001 году

За 20 лет музыкальной карьеры Дре выпустил лишь два сольных альбома, и его третий альбом Detox, по словам музыканта, должен стать последним. В 2002 году в новостях MTV Дре рассказал о том, что Detox будет концептуальным альбомом. Работа над ним, начавшаяся было в первом квартале 2004 года, в том же году была прекращена: Янг решил заняться продюсированием других исполнителей. В конце концов он перенёс дату релиза на конец 2005 года. После нескольких задержек стало известно, что альбом будет выпускать Interscope Records, а дату релиза перенесли на 2009 год. В числе исполнителей, чьё участие в альбоме было подтверждено, — DJ Khalil, Nottz, Bernard «Focus» Edwards Jr., Hi-Tek, J.R. Rotem, RZA, Jay-Z, Warren G и Boi-1da. По сообщению журнала Rolling Stone, Snoop Dogg утверждал, что работа над альбомом была завершена ещё в июле 2008 года.
После очередной задержки, связанной с продюсированием альбомов Before I Self Destruct и Relapse 50 Cent’a и Эминема соответственно дату релиза снова перенесли, теперь на конец 2009 года. В начале 2009 года Янг продюсирует и выступает в качестве гостя в песне Эминема «Crack a Bottle», которую в первую неделю после её появления скачало более 419 000 человек. Она заняла первое место в чарте Billboard Hot 100 12 февраля 2009 года.
3 октября 2009 года The Game на своей странице в Твиттере выложил совместное фото (см. справа) и написал:

Вы можете сказать «Detox»? Я в студии вместе с Дре и Снупом. Мы собираемся свести с ума целую толпу людей. Тусуйтесь с нами, или мы вас переедем! Aftermath или смерть!
Оригинальный текст (англ.)
CAN U SAY "DETOX" ??? IN THE STUDIO WIT DRE & SNOOP. WE BOUT 2 MAKE ALOT OF PEOPLE MAD. RIDE WIT US OR GET RAN OVER ! AFTERMATH OR DIE !

В начале октября 2009 года в интервью ABC News Дре признался:
Единственный альбом, над которым я работал 10 лет, — это Detox. Надеюсь, я закончу его до конца года, и вы сможете услышать его в следующем году.
В конце 2010 года Дре снова пообещал выпуск альбома; первым синглом стал «Kush» при участие Snoop Dogg и Akon; вскоре вышла пиратская версия песни «I Need a Doctor». В начале 2011 года вышли 2 сингла. Клип «I Need a Doctor» при участии Эминема появился в сети 24 февраля 2011 года (в нём Дре сравнивает своё творческое затишье, которое началось в 2001 году, с аварией и комой, выбраться из которой ему помогает Эминем, как однажды помог ему Дре, в основном клип состоит из флешбеков жизни Дре). В итоге альбом Detox так и не вышел.

### Compton(2015 — наст. время)
Третий альбом Дре под названием Compton вышел 7 августа 2015 года в iTunes Store и 21 августа на физических носителях. Данный альбом является как студийным альбомом, так и саундтреком фильма «Голос улиц», рассказывающего историю группы N.W.A и вышедшего в прокат 14 августа 2015 года. Альбом дебютировал на второй строчке чарта Billboard 200 и получил преимущественно положительные оценки критиков.
В начале 2016 года было выпущено несколько ранее неизданных треков.
В декабре 2020 года для игры Grand Theft Auto Online студии Rockstar Games вышло обновление «Ограбление Кайо-Перико», где был мельком показан Доктор Дре. Через год, 15 декабря 2021 года, вышло обновление «Контракт», сюжет которого уже целиком вращался вокруг Доктора Дре, который сыграл в игре самого себя. Попутно в игре прошла премьера некоторых его ранее не издававшихся треков.
13 февраля 2022 года Дре выступил в перерыве Суперкубка с Эминемом, Snoop Dogg, Кендриком Ламаром, Мэри Джей Блайдж, 50 Cent и Андерсоном Паком.
Появился на церемонии закрытия летних Олимпийских игр 2024 года в Париже. Доктор Дре и Snoop Dogg исполнили композицию «The Next Episode». Музыканты представляли Лос-Анджелес, город, где пройдут следующие летние Олимпийские игры в 2028 году.

## Карьера в кино
Дебют Дре в кино состоялся в 1996. Он играл оружейного торговца в фильме «Вызов».. В 2001 Янг также снялся в лентах «Мойка» и «Тренировочный день». В феврале 2007 было объявлено, что Дре спродюсирует комедии и фильмы ужасов для New Line Cinema. Однажды Янг заявил:
Кинематограф мне не безразличен, ведь я имел несколько ролей. В конечном счёте я хочу опробовать себя в режиссуре.
Совместно с Ice Cube, Дре был одним из продюсеров фильма о становлении группы N.W.A — Straight Outta Compton (в России выпущен в прокат под названием «Голос улиц»), который вышел в прокат 14 августа 2015 года.

## Предпринимательская деятельность

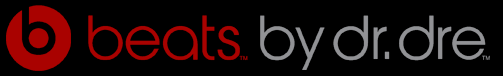
Логотип «Beats By Dr. Dre»

В 2008 году Доктор Дре совместно с председателем американской группы лейблов звукозаписи Interscope Geffen A&M Джимми Йовином основал компанию Beats Electronics — производителя аудиооборудования высокого класса (штаб-квартира в Санта-Монике, Калифорния). Компания производит продукцию под брендом Beats by Dr. Dre. С 2009 по 2012 год сборка осуществлялась компанией Monster Cable (соответственно, полным названием продуктов было Monster Beats by Dr. Dre).
В 2011 году компания запатентовала собственную технологию Beats Audio, призванную улучшать качество звучания музыки. В этом же году компания Hewlett-Packard выпустила серию персональных компьютеров, оснащенных системами Beats Audio, а тайваньский производитель электроники HTC начал встраивать эту технологию в свои смартфоны, некоторые из которых имели в своей комплектации наушники серии Beats by Dr. Dre.
В 2014 году компания Apple купила Beats Electronics за 3 млрд долларов, 25 % из них достались лично Dre.

## Музыкальное влияние и стиль

### Отношение к работе
Доктор Дре неоднократно доказывал, что он взыскательный человек и требует от музыкантов полной отдачи делу. В 2006 году Snoop Dogg дал интервью одному сайту, где рассказал, что однажды Dre заставил певца перезаписать часть вокала песни 107 раз. Янг также заявил, что Эминем тоже перфекционист, и его успех на Aftermath состоялся благодаря этому.
Последствие этой доктрины морального усовершенствования — то, что некоторые музыканты, которые первоначально подписывают сделки с лейблом Дре, в итоге никогда не выпускают альбомы. В 2001 Aftermath выпускает саундтрек к фильму «Мойка». В его записи приняли такие рэперы, как Shaunta, Daks, Joe Beast and Toi. На сегодняшний день никто из этих музыкантов не выпустил полноценный альбом. Тем не менее сотрудничество с Aftermath не разорвано.
Однако все получали шанс для самовыражения. В то время как Доктор Дре работал на Death Row Records, его сводный брат Warren G и Tha Dogg Pound делали много компиляций для первого альбома Янга — The Chronic и для дебютного альбома Snoop Dogg’a Doggystyle.
Однажды Скотт Сторч, канадский продюсер, известный работой над вторым альбомом Дре 2001, сказал в интервью Rolling Stone:
Когда я впервые увидел Дре, я посчитал, что он нуждался кое в чём. Он нуждался в толчке, топливной инъекции, он использовал меня как закись азота. Он задействовал меня в новом сочетании, где звуки фортепиано целостно вписывались в общий лад. Таким образом я был на клавиатуре, Майк Элисондо на бас-гитаре и сам Дре на драм-машине
В ноябре 2003 года в одной из статей журнала The Source группа бывших партнёров Дре по лейблу пожаловалась, что не получили достаточно денег за работу. Продюсер Neff-U утверждал, что он работал над песнями «Say What You Say» и «My Dad’s Gone Crazy» из альбома The Eminem Show, а также бонус-треками «If I Can’t» и «Back Down» с Get Rich or Die Tryin’.
Хотя Snoop Dogg и имеет деловые отношения с Warren G и Daz, которых не считают участниками в производстве The Chronic, Дре способен делать биты без чьей-либо помощи. Видные сотрудники студии Aftermath, включая Скотта Сторча, Элисондо, Марка Бэтсона и Дэвона Паркера, были упомянуты в совместно произведённых записях и инструменталах, где Дре выступает как продюсер.

Также широко признано, что большинство текстов песен Доктор Дре написано для него другими людьми, хотя он сохраняет за собой окончательный контроль над лирикой и тематикой песен. По поводу этого один из продюсеров Aftermath сказал в интервью Scratch: 
Это похоже на школьный класс. У него там три ученика, которые пишут ему. А он как учитель говорит „поменяй эту строку, поменяй то слово“. Вот так он проверяет лирику.

## Личная жизнь

### Супружество и семья
У Доктора Дре есть 3 сына и одна дочь. Первый сын — Кёртис Янг, также известный как рэпер Hood Surgeon. Второй сын Дре — Андре Янг Младший, от Джениты Потер — скончался 26 августа 2008 года в возрасте 20 лет от передозировки морфия и героина.
С 1990 по 1996 гг Янг встречался с Мишель, вокалисткой Death Row. В 1991 Мишель родила ему третьего сына — Марселя.
В 1996 году Дре женился на Николь Срит. У них двое совместных детей: сын Труф (англ. Truth) (родился в 1997 году) и дочь Трули (англ. Truly) (родилась в 2001 году). Пара развелась в 2021 году.

### Доходы
В 2001 году Доктор Дре заработал около 53,5 миллионов долларов, продав часть Aftermath Entertainment лейблу Interscope Records. Тогда журнал Rolling Stone объявил рэпера одним из самых высокооплачиваемых музыкантов года (после U2). В 2004 году Доктор Дре оказался в этом рейтинге уже на 44 месте с годовым доходом в 11,4 миллиона, а в 2008 году его заработок составил 15 миллионов долларов, как сообщает журнал Forbes, в 2012 году — 110 миллионов долларов. В 2014 году Доктор Дре с доходом 620 миллионов долларов возглавил список самых богатых хип-хоп исполнителей по версии того же журнала. По состоянию на май 2015 года, Dre остановился на отметке в 700 миллионов, заработав за предыдущий год 150 миллионов долларов.

### Здоровье
4 января 2021 года Доктор Дре был госпитализирован в больницу Седар-Синай в Лос-Анджелесе с диагнозом аневризма сосуда головного мозга, затем помещён в реанимацию. Врачи думали, что он не выживет, так как при таком заболевании около 70 % пациентов умирают, и связано это с внутримозговым кровоизлиянием (геморрагический инсульт). 6 января 2021 года Дре написал, что чувствует себя великолепно и надеется скоро оказаться дома, а также поблагодарил медперсонал больницы за помощь. 18 января 2021 года он был выписан из больницы.

## Награды и номинации

### BET Hip Hop Awards
| Год  | Номинируемая работа | Награда       | Результат |
| ---- | ------------------- | ------------- | --------- |
| 2014 | Он сам              | Хастлер года  | Победа    |
| 2015 | Он сам              | Хастлер года  | Номинация |
| 2016 | Он сам              | Продюсер года | Номинация |
| 2016 | Compton             | Альбом года   | Номинация |

### Премия Грэмми
Доктор Дре получил шесть премий «Грэмми». Три из них — за продюсерскую деятельность.
| Год  | Номинируемая работа                                             | Награда                                        | Результат |
| ---- | --------------------------------------------------------------- | ---------------------------------------------- | --------- |
| 1990 | «We’re All in the Same Gang»                                    | За лучшее рэп-исполнение дуэтом или группой    | Номинация |
| 1994 | «Nuthin’ But a “G” Thang» (совместно с Snoop Doggy Dogg)        | За лучшее рэп-исполнение дуэтом или группой    | Номинация |
| 1994 | «Let Me Ride»                                                   | За лучшее сольное рэп-исполнение               | Победа    |
| 1996 | «Keep Their Heads Ringin'»                                      | За лучшее сольное рэп-исполнение               | Номинация |
| 1997 | «California Love» (совместно с 2Pac и Roger Troutman)           | За лучшее рэп-исполнение дуэтом или группой    | Номинация |
| 1998 | «No Diggity» (совместно с Blackstreet и Queen Pen)              | Лучшая R&B песня                               | Номинация |
| 2000 | «Still D.R.E.» (совместно с Snoop Dogg)                         | За лучшее рэп-исполнение дуэтом или группой    | Номинация |
| 2000 | «Guilty Conscience» (совместно с Эминемом)                      | За лучшее рэп-исполнение дуэтом или группой    | Номинация |
| 2001 | «Forgot About Dre» (совместно с Эминемом)                       | За лучшее рэп-исполнение дуэтом или группой    | Победа    |
| 2001 | «The Next Episode» (совместно с Snoop Dogg, Kurupt и Nate Dogg) | За лучшее рэп-исполнение дуэтом или группой    | Номинация |
| 2001 | The Marshall Mathers LP (как звукорежиссёр)                     | Лучший альбом года                             | Номинация |
| 2001 | The Marshall Mathers LP (как звукорежиссёр)                     | Лучший рэп-альбом                              | Победа    |
| 2001 | 2001                                                            | Лучший рэп-альбом                              | Номинация |
| 2001 | Он сам                                                          | Продюсер года, неклассическая музыка           | Победа    |
| 2002 | Он сам                                                          | Продюсер года, неклассическая музыка           | Номинация |
| 2003 | Он сам                                                          | Продюсер года, неклассическая музыка           | Номинация |
| 2003 | «Knoc» (совместно с Knoc-turn'al и Missy Elliott)               | Лучшее музыкальное видео                       | Номинация |
| 2003 | The Eminem Show (как продюсер)                                  | Альбом года                                    | Номинация |
| 2004 | «In da Club» (как автор песни)                                  | Лучшая рэп-песня                               | Номинация |
| 2006 | Love. Angel. Music. Baby. (как продюсер)                        | Альбом года                                    | Номинация |
| 2006 | «Encore» (совместно с Эминемом и 50 Cent)                       | За лучшее рэп-исполнение дуэтом или группой    | Номинация |
| 2010 | «Crack a Bottle» (совместно с Эминемом и 50 Cent)               | За лучшее рэп-исполнение дуэтом или группой    | Победа    |
| 2010 | Relapse (как звукорежиссёр)                                     | Лучший рэп-альбом                              | Победа    |
| 2011 | Recovery (как продюсер)                                         | Альбом года                                    | Номинация |
| 2012 | «I Need a Doctor» (совместно с Эминемом и Скайлар Грей)         | Лучшее исполнение мелодичного рэпа             | Номинация |
| 2012 | «I Need a Doctor» (совместно с Эминемом и Скайлар Грей)         | Лучшая рэп-песня                               | Номинация |
| 2014 | Good Kid, M.A.A.D City (как приглашённый исполнитель)           | Альбом года                                    | Номинация |
| 2016 | Compton                                                         | Лучший рэп-альбом                              | Номинация |
| 2017 | Straight Outta Compton: Music from the Motion Picture           | Лучший сборный саундтрек для визуального медиа | Номинация |

### MTV Video Music Awards
| Год  | Номинированная работа      | Награда                                                        | Результат |
| ---- | -------------------------- | -------------------------------------------------------------- | --------- |
| 1993 | «Nuthin' But a 'G' Thang»  | Лучшее рэп-видео                                               | Номинация |
| 1994 | «Let Me Ride»              | Лучшее рэп-видео                                               | Номинация |
| 1995 | «Keep Their Heads Ringin'» | Лучшее рэп-видео                                               | Победа    |
| 1997 | «Been There, Done That»    | Лучшее рэп-видео                                               | Номинация |
| 1997 | «Been There, Done That»    | Лучшая хореография в видео                                     | Номинация |
| 1999 | «My Name Is»               | Лучшая режиссерская работа                                     | Номинация |
| 1999 | «Guilty Conscience»        | Видео-прорыв                                                   | Номинация |
| 2000 | «The Real Slim Shady»      | Лучшая режиссерская работа в клипе                             | Номинация |
| 2000 | «Forgot About Dre»         | Лучшее рэп-видео                                               | Победа    |
| 2001 | «Stan»                     | Лучшая режиссерская работа в клипе                             | Номинация |
| 2009 | «Nuthin' But a 'G' Thang»  | Лучшее видео (которое должно было получить «Лунного человека») | Номинация |

### Прайм-таймовая премия «Эмми»
| Год  | Номинируемая работа                    | Награда                                         | Результат |
| ---- | -------------------------------------- | ----------------------------------------------- | --------- |
| 2022 | The Pepsi Super Bowl LVI Halftime Show | Outstanding Variety Special (Живое выступление) | Победа    |

## Дискография
- The Chronic (1992)
- 2001 (1999)
- Compton (2015)

#### В составеWorld Class Wreckin’ Cru
- World Class (1985)
- Rapped in Romance (1986)

#### В составеN.W.A
- N.W.A. and the Posse (1987)
- Straight Outta Compton (1988)
- 100 Miles and Runnin’ (1990)
- Niggaz4Life (1991)

## Фильмография
| Год  |     | Русское название                 | Оригинальное название                  | Роль                   |
| ---- | --- | -------------------------------- | -------------------------------------- | ---------------------- |
| 1992 | док | Niggaz4Life: The Only Home Video | Niggaz4Life: The Only Home Video       | в роли себя            |
| 1996 | ф   | Вызов                            | Set It Off                             | Блэк Сэм               |
| 1999 | ф   | Белые мальчики                   | Whiteboyz                              | участник команды Флипа |
| 2000 | док | Up in Smoke Tour                 | Up in Smoke Tour                       | в роли себя            |
| 2001 | ф   | Тренировочный день               | Training Day                           | Пол                    |
| 2001 | ф   | Мойка                            | The Wash                               | Шон                    |
| 2012 | док | Рэп как искусство                | Something from Nothing: The Art of Rap | в роли себя            |
| 2015 | док | Единство                         | Unity                                  | рассказчик             |
| 2017 | док | Непокорные                       | The Defiant Ones                       | в роли себя            |
| 2023 | док | Дорогая мама                     | Dear Mama                              | в роли себя            |

### Образ в кино
- 2015 — «Голос улиц» (Дре играет Кори Хокинс)
- 2016 — «Девушка из Комптона» (Дре играет Кертис Гамильтон)
- 2017 — «2pac: Легенда» (Дре играет Харольд Хаус Мур)